# Pfaffstätt
Pfaffstätt osztrák község Felső-Ausztria Braunau am Inn-i járásában. 2019 januárjában 1113 lakosa volt. 

## Elhelyezkedése

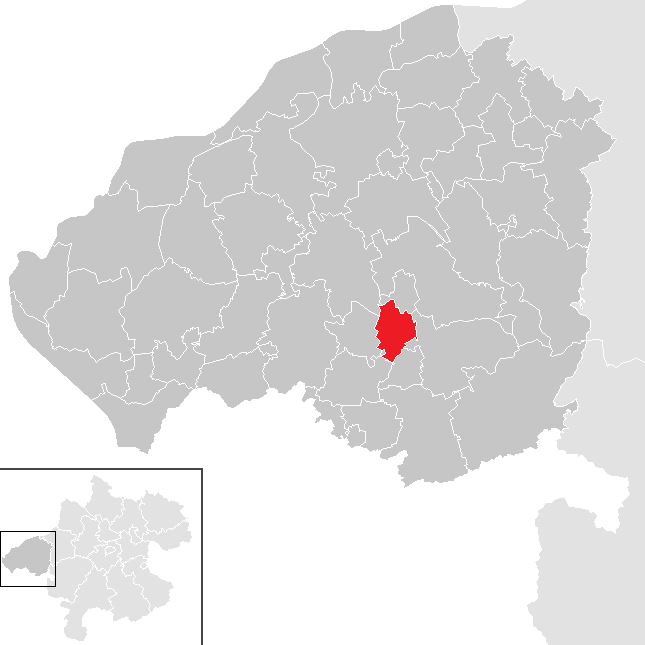
Pfaffstätt a Braunau am Inn-i járásban

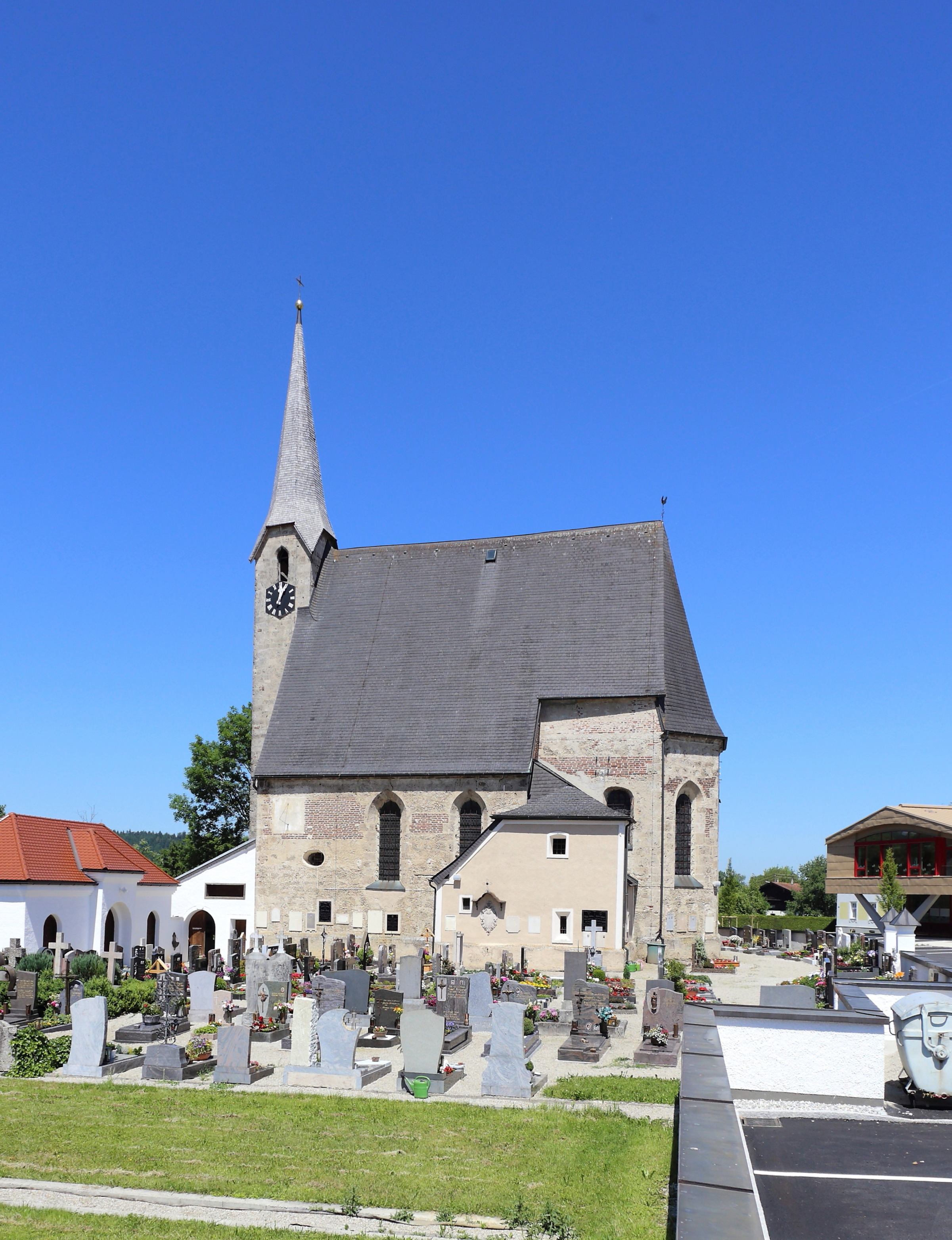
A Keresztelő Szt. János-plébániatemplom

Pfaffstätt Felső-Ausztria Innviertel régiójában fekszik a Mattig folyó mentén. Területének 37%-a erdő, 56,5% áll mezőgazdasági művelés alatt. Az önkormányzat 6 településrészt és falut egyesít: Erlach (7 lakos 2018-ban), Fludau (5), Kitzing (11), Kuglberg (90), Pfaffstätt (873) és Sollern (127).
A környező önkormányzatok: északra Mattighofen, keletre Munderfing, délkeletre Jeging, délnyugatra Kirchberg bei Mattighofen, nyugatra Auerbach, északnyugatra Pischelsdorf am Engelbach.   

## Története
Pfaffstätt alapításától kezdve egészen 1779-ig Bajorországhoz tartozott, amikor azonban a bajor örökösödési háborút lezáró tescheni béke következtében a teljes Innviertel Ausztriához került át. A napóleoni háborúk során 1809-ben a régiót a franciákkal szövetséges Bajorország visszakapta, majd Napóleon bukása után ismét Ausztriáé lett.
A köztársaság 1918-as megalakulásakor Pfaffstättet Felső-Ausztria tartományhoz sorolták. Miután Ausztria 1938-ban csatlakozott a Német Birodalomhoz, az Oberdonaui gau része lett. A második világháború után a község visszakerült Felső-Ausztriához. 

## Lakosság
A pfaffstätti önkormányzat területén 2019 januárjában 1113 fő élt. A lakosságszám 1961 óta gyarapodó tendenciát mutat. 2016-ban a helybeliek 83,9%-a volt osztrák állampolgár; a külföldiek közül 2,8% a régi (2004 előtti), 8,1% az új EU-tagállamokból érkezett. 3% a volt Jugoszlávia (Szlovénia és Horvátország nélkül) vagy Törökország, 2,1% egyéb országok polgára. 2001-ben a lakosok 81,9%-a római katolikusnak, 2,3% evangélikusnak, 2,8% orotodoxnak, 5,6% mohamedánnak, 6,1% pedig felekezeten kívülinek vallotta magát. Ugyanekkor 3 magyar élt a községben; a legnagyobb nemzetiségi csoportokat a német (93,4%) mellett a szerbek (2,7%) és a törökök (1,7%) alkották.
A lakosság számának változása:

| 2016 | 1 016 |
| 2018 | 1 101 |

## Látnivalók
- a gótikus Keresztelő Szt. János-plébániatemplom
- a pfaffstätti kastély (ma plébánia)

## Fordítás
- Ez a szócikk részben vagy egészben  a   Pfaffstätt című német Wikipédia-szócikk ezen változatának fordításán alapul.  Az eredeti cikk szerkesztőit annak laptörténete sorolja fel. Ez a jelzés csupán a megfogalmazás eredetét és a szerzői jogokat jelzi, nem szolgál a cikkben szereplő információk forrásmegjelöléseként.